# Slag bij Montenaken
De Slag bij Montenaken, op 20 oktober 1465, vond plaats bij Montenaken en is een onderdeel van de 
Luikse Oorlogen.
De Luikenaars waren niet tevreden met het beleid van de prins-bisschop Lodewijk van Bourbon, die Filips de Goede met medewerking van de paus had aangesteld als prins-bisschop van het prinsbisdom Luik. De onrust nam toe en in 1465 brak de Eerste Luikse Oorlog uit. De Bourgondiërs, onder de leiding van Filips' zoon Karel, hertog van Charolais versloegen de Luikenaars aangevoerd door Raes van Heers in Montenaken. 1800 van de 4000 Luikenaars sneuvelden. Na de slag bezette Karel de stad Sint-Truiden.
De slag leidde tot de Vrede van Sint-Truiden, waarbij Luik ongeveer al zijn rechten en vrijheden verloor. Die vrede was erg relatief, en wegens de voor het prinsbisdom Luik zeer ongunstige voorwaarden bleef de onrust voortsudderen. In 1468 revolteerden de Luikenaars opnieuw, nu tegen de Karel de Stoute die in 1467 zijn vader opgevolgd was.